# Nemoura speustica
Nemoura speustica är en bäcksländeart som beskrevs av Newman 1851. Nemoura speustica ingår i släktet Nemoura och familjen kryssbäcksländor. Inga underarter finns listade i Catalogue of Life.